# Zuniga-Gletscher
Der Zuniga-Gletscher ist ein Gletscher an der Walgreen-Küste des westantarktischen Marie-Byrd-Lands. Auf der Westseite der Bear-Halbinsel fließt er in westnordwestlicher Richtung zum Dotson-Schelfeis, das er zwischen dem Jeffery Head und Mount Bodziony erreicht.
Der United States Geological Survey kartierte ihn von Luftaufnahmen der Operation Highjump (1946–1947) von 1947 und der United States Navy von 1966. Das Advisory Committee on Antarctic Names benannte ihn 1976 nach Mike Zuniga, leitender Lagerverwalter für Flugzeugbedarf bei sieben Kampagnen der Operation Deep Freeze zwischen 1960 und 1978.